# تويوتا فيوس
تويوتا فيوس هي سيارة صغيرة الحجم تنتجها الشركة اليابانية للسيارات تويوتا بشكل أساسي للأسواق في منطقة آسيا والمحيط الهادئ منذ عام 2002.
، وتعمل فيوس كبديل تويوتا تيرسل (التي تم تسويقه باسم سولونا في تايلاند منذ عام 1997 وإندونيسيا منذ عام 2000).

## المبيعات
| مبيعات تويوتا فيوس بين عامي 2004 و 2013 | مبيعات تويوتا فيوس بين عامي 2004 و 2013 | مبيعات تويوتا فيوس بين عامي 2004 و 2013 | مبيعات تويوتا فيوس بين عامي 2004 و 2013 | مبيعات تويوتا فيوس بين عامي 2004 و 2013 | مبيعات تويوتا فيوس بين عامي 2004 و 2013 | مبيعات تويوتا فيوس بين عامي 2004 و 2013 | مبيعات تويوتا فيوس بين عامي 2004 و 2013 | مبيعات تويوتا فيوس بين عامي 2004 و 2013 | مبيعات تويوتا فيوس بين عامي 2004 و 2013 | مبيعات تويوتا فيوس بين عامي 2004 و 2013 | مبيعات تويوتا فيوس بين عامي 2004 و 2013 |
| البلد                                   | مجموع 10 سنوات                          | 2013                                    | 2012                                    | 2011                                    | 2010                                    | 2009                                    | 2008                                    | 2007                                    | 2006                                    | 2005                                    | 2004                                    |
| --------------------------------------- | --------------------------------------- | --------------------------------------- | --------------------------------------- | --------------------------------------- | --------------------------------------- | --------------------------------------- | --------------------------------------- | --------------------------------------- | --------------------------------------- | --------------------------------------- | --------------------------------------- |
| تايلاند                                 | 625,819                                 | 108,937                                 | 115,934                                 | 61,985                                  | 67,304                                  | 49,510                                  | 45,298                                  | 45,032                                  | 35,964                                  | 47,122                                  | 48,733                                  |
| الصين                                   | 299,610                                 | 28,616                                  | 9,130                                   | 13,303                                  | 34,689                                  | 42,675                                  | 36,865                                  | 39,395                                  | 36,407                                  | 26,697                                  | 31,833                                  |
| ماليزيا                                 | 250,000+                                |                                         |                                         | 29,820                                  | 33,674                                  | 29,387                                  | 32,710                                  | 22,751                                  | 20,844                                  | 20,129                                  | 16,825                                  |
| تايوان                                  | 161,273                                 | 8,369                                   | 8,884                                   | 12,116                                  | 11,231                                  | 16,012                                  | 10,828                                  | 12,129                                  | 20,104                                  | 31,893                                  | 29,707                                  |
| إندونيسيا                               |                                         | 11,087                                  | 15,323                                  | 9,375                                   | 11,823                                  | 7,298                                   | 11,201                                  | 7,734                                   | 2,889                                   |                                         |                                         |
| فيتنام                                  | 35,884                                  | 5,140                                   | 4,207                                   | 5,401                                   | 5,807                                   | 5,141                                   | 3,122                                   | 2,112                                   | 1,581                                   | 2,192                                   | 1,181                                   |
| الفلبين                                 | 1,141,183                               |                                         |                                         |                                         |                                         |                                         |                                         |                                         |                                         |                                         |                                         |
| سنغافورة                                |                                         |                                         |                                         |                                         |                                         |                                         |                                         |                                         |                                         |                                         |                                         |
| بروناي                                  |                                         |                                         |                                         |                                         |                                         |                                         |                                         |                                         |                                         |                                         |                                         |
| إجمالي المبيعات العالمية                | 1,500,000+                              |                                         |                                         |                                         |                                         |                                         |                                         |                                         |                                         |                                         |                                         |
| : )                                     |                                         |                                         |                                         |                                         |                                         |                                         |                                         |                                         |                                         |                                         |                                         |

## وصلات خارجية
- الموقع الرسمي
 (Malaysia)
- الموقع الرسمي
 (Indonesia)